# Prokop Palestinský
Svatý Prokop Palestinský († asi 303) je světcem katolické církve, mučedník z dob Diokleciánova pronásledování církve. Martyrologium Romanum (Římské martyrologium) jej uvádí jako „Procopius, m. in Palæstina“. V Pravoslaví je uváděn jako velkomučedník.

## Život
O životě sv. Prokopa Palestinského se dochovalo velice málo zpráv. Ví se, že pocházel z Jeruzaléma a že byl lektorem (jedno z nižších svěcení zrušených po II. vatikánském koncilu, dnes liturgická služba udílená jako předstupeň jáhenství) ve Skytopoli.
V době počátku tzv. Diokleciánova pronásledování křesťanů byl odveden do Cézareje, kde jej chtěli donutit, aby se poklonil jejich pohanským modlám. Když toto razantně odmítl učinit, byla mu useknuta hlava.
Jeho liturgická památka se slaví jako připomínka vždy 8. července.[zdroj⁠?!]